# Composition d'un sinogramme
Les caractères chinois sont, contrairement à ce qu'on pourrait penser à première vue, construits au moyen d'éléments plus ou moins complexes (comprendre : possédant un nombre de traits plus ou moins important) en nombre réduit, ce qui est assez logique : on ne pourrait imaginer une écriture aussi pérenne sans structure, dans laquelle chaque signe serait aléatoirement construit.
Ce qui suit concernant l'aspect graphique des sinogrammes, toutes les langues dont l'écriture utilise les sinogrammes sont concernées, bien que le sens, la prononciation et la graphie des caractères cités soient ceux du mandarin.

## Décomposition d'un caractère en ses éléments
Les caractères de l'écriture chinoise sont composés d'éléments graphiques primitifs, qui concernent autant leur tracé sur la feuille (ou à l'écran) que la nature des éléments qui les constituent. Certains de ces éléments (mais pas tous) sont des radicaux ou clefs.
Tout caractère, même le plus complexe, peut être appris non pas en retenant la forme globale du signe mais ses composants graphiques fondamentaux, ce qui nécessite un effort de mémoire bien moindre. Par exemple, il suffit de se souvenir qu'un caractère comme 義 yì se résume à 羊 sur 我, ce dernier étant généralement très bien connu puisqu'il s'agit du pronom pour « je, moi », l'un des premiers caractères que l'on apprend à tracer (mais ce n'est pas un radical). De même pour 鸞 (trente traits) luán : 糸 + 言 + 糸 / 鳥, etc. (illustration ci-contre ; chaque élément est aussi un radical).
Une fois que l'on sait tracer les primitives graphiques (il y en a quelques centaines, le nombre varie suivant les auteurs) et leurs graphies en composition, la mémorisation est tout autre et ne se limite pas à devoir retenir une pure abstraction.
Système de composition
De manière très lointaine, on pourrait comparer l'apprentissage d'un caractère composé à celui d'un mot d'une langue à alphabet : on peut retenir la forme globale de communication ou le décomposer en ses graphèmes constituants, ses lettres. Bien qu'on ne puisse pas parler de lettres pour l'écriture chinoise, l'existence d'un tel système de radicaux graphiques joue un rôle analogue.
De manière plus exacte, on peut rapprocher la composition des caractères de la composition héraldique des blasons : à partir d'éléments simples (文 wen), qui sont des « éléments de caractère » à signification autonome, on construit des caractères composés (字 zi) par superposition verticale (parti), horizontale (coupé)...
En théorie, ce système pourrait être utilisé même de nos jours, pour créer des néologismes, suivant les différents types de formation des sinogrammes. En pratique, cependant, la création de nouveaux caractères a cessé depuis près d'un millénaire.

### Clef et primitive graphique
La décomposition d'un caractère conduit à identifier deux types d'éléments : la clef, et la primitive graphique.
- La clef (ou le radical) joue un rôle important pour la catégorisation sémantique et la recherche dans un dictionnaire.
- Une primitive graphique (ou trait) ne se décompose théoriquement pas en éléments plus simples.

En pratique, les primitives graphiques ne correspondent pas toutes à des clefs, et pour les besoins de la classification, quand elles ne sont pas accompagnées d'une autre clef, elles sont très souvent analysées en une clef + quelque chose. Ainsi le caractère 今 se rattache artificiellement à la clef de l'homme 人, alors que graphiquement il s'agit d'un triangle surplombant un crochet.
En fin d'analyse, les six premières clefs sont de simples traits qui servent de "voiture balais" à des caractères qui par ailleurs ne se rattachent pas à une clef. Ainsi 中 se rattache -assez artificiellement- au trait vertical 丨 auquel on rajoute 口.
Clefs composées
De même, les clefs ne sont pas toutes des primitives graphiques, et une proportion importante des clefs complexes peuvent souvent s'analyser comme des compositions d'éléments plus simples. Ainsi, simplement dans les clefs à plus de dix traits:
龠 鼻 鼓 黍 黃 麻
- La flûte (龠) montre trois types de composants élémentaires et pourrait se rattacher à la clef de l'homme (人) ou à la bouche (口).
- Le nez (鼻) a trois composants et fait penser aux clefs 自 ou 田.
- Le tambour (鼓) a quatre composants, où on reconnaît la clef du lettré (士) surplombant une bouche (口), et le caractère (支) lui-même composé.
- Le millet (黍) a trois composants, où on reconnaît clairement la clef des céréales 禾, la clef de l'homme (人) et une variante de la clef de l'eau (水). (Cette céréale que l'homme plante dans l'eau fait plutôt penser au riz).
- Jaune (黃) a trois composants dans lesquels on reconnaît le caractère vingt (廿), la clef huit (八) et un groupe complexe.
- Le chanvre (麻) est évidemment une composition du toit 广 et de l'arbre 林.

麥 鬲 髟 高 骨
- Le blé (麥) est une composition entre le radical du recul (夂) et un caractère complexe (來)
- la marmite (鬲) est un exemple curieux de composition dont aucun composant n'existe de manière autonome: la bouche sous le trait est un composant fréquent, mais pas un caractère, et la combinaison de l'entourage et de l'homme est également fréquente (par exemple dans 冏) mais jamais autonome.
- Les cheveux (髟) se rattachent naturellement à la clef 59 des longs poils (彡), la partie gauche étant la clef 168 long (長), dont la partie inférieure est elle-même un composant graphique fréquent (mais non autonome).
- Le haut (高)est une composition verticale où l'on reconnaît la bouche (口) sous l'entourage (冂), formant le caractère 冋, et la superposition du toit (亠) et de la bouche, fréquente mais sans existence autonome.
- L'os (骨) est une composition atypique où l'on reconnaît en bas la clef de la lune (月), séparée par un couvercle (冖) d'une partie supérieure non autonome.

Ces exemples montrent bien que les notions de clef et de composants ne se recouvrent pas. De plus, ces clefs composées doivent être soigneusement étudiées par les débutants, parce qu'elles sont rares, peu connues, et donc une source de difficulté et de recherches infructueuses fréquentes dans les dictionnaires classés par clefs.
Tracé des caractères
Peu importe de savoir quel élément est réellement le radical sémantique et lesquels ne sont que des éléments graphiques annexes puisque le principe revient au même : 
le tracé d'un caractère obéit à des règles strictes, fonction de la nature des éléments qui composent chaque caractère.

## Analyse graphique d'un caractère
Primitive graphique modifiée
Une modification d'une primitive graphique, par ajout d'un trait (parfois plus), peut servir pour désigner un détail particulier. Ainsi le couteau 刀 peut se retrouver marqué d'un point 刃 ou d'un trait 刄.
Le motif le plus facile à comprendre est l'arbre 木 auquel on rajoute un trait 本 pour signifier la racine, le début. Ce caractère est celui qui se retrouve dans le nom du Japon 日本, le pays du soleil 日 levant 本
Caractères composés
C'est le cas le plus général: un caractère est formé par combinaison de deux caractères plus primitifs. Les différents types de combinaisons sont donnés ci-dessous.
Composés de composés
La juxtaposition peut composer des caractères eux-mêmes composés. Ainsi, un caractère comme 亸 est la superposition d'une part de 亠, 口 et 子 (superposés verticalement à gauche), et de 丷, 田 et 十 (superposés verticalement à droite).
Il n'est pas forcément facile de déterminer un ordre de composition, quand s'enchaînent deux compositions verticales ou horizontales. Un caractère comme 惌 par exemple (avoir une rancœur contre qq), peut s'analyser graphiquement comme la superposition de la clef du toit 宀 et du caractère 怨 (la haine) - habité par la haine?, ou comme celle du caractère 宛 (obligeant, courtois) avec la clef du cœur 心. Contrairement à ce que voudrait l'intuition, la rancœur ne vient pas de la haine: elle est bien classée avec les sentiments et dérive de la courtoisie...

## Types de composition

### Emplacements principaux
Il existe 7 emplacements portant des noms particuliers:
| Place                      | Nom Japonais | Exemple    |
| -------------------------- | ------------ | ---------- |
| Gauche                     | hen 偏       | 女 dans 姫 |
| Droite                     | tsukuri 旁   | 欠 dans 飲 |
| Dessus                     | kanmuri 冠   | 雨 dans 雪 |
| Dessous                    | ashi 足      | 心 dans 思 |
| En haut et à gauche        | tare 垂れ    | 尸 dans 屍 |
| Gauche et bas (forme de L) | nyou 繞      | 廴 dans 建 |
| Autour                     | kamae 構     | 門 dans 閉 |

### Juxtaposition de deux caractères plus simples
L'immense majorité des caractères sont formés par une simple juxtaposition. Essentiellement, les caractères peuvent être juxtaposés verticalement (A au-dessus, suivi de B au-dessous), ou horizontalement (A à gauche, suivi de B à droite).
的 学 要 好 定 交
Dans la très grande majorité des cas, cette juxtaposition se fait en modifiant les proportions des composants élémentaires, afin de les disposer harmonieusement dans le carré global. La répartition est le plus souvent aux 2/3 (的, 学). Elle peut prendre d'autres proportions, surtout dans la composition verticale, si la complexité des composants le justifie, depuis la moitié comme pour 要 ou 好, jusqu'au quart pour les clefs minces comme dans 定 ou 交.

### Caractères débordants et compositions en coin
边 这 進 通 起 超 处 反 展 気 氛 虜
Dans les compositions, certains éléments de caractère « débordent » de leur cadre et se prolongent jusqu'au bord opposé du caractère avec lequel ils sont composés. L'exemple le plus connu est le trait inférieur de 这 ou 边, 進, 通, etc. qui se prolonge sous le caractère juxtaposé. Il en est de même pour d'autres caractères moins fréquents comme 起, 超 ou 处. De même, le trait de gauche dans 反 et 展 se prolonge jusqu'au bas, ou le trait de droite dans les composés de 气 comme 気 ou 氛. Cet effet est spectaculaire dans les composés du tigre 虍 (comme 虜), la "queue" du tigre continue à envelopper les caractères en compositions même quand l'élément supérieur est déjà lui-même une composition (un tigre repu).
Ces compositions restent fondamentalement des compositions verticales ou horizontales, cependant la prolongation du trait fait que l'autre caractère associé n'est plus sur un côté, mais dans un coin. Cette composition "en coin" n'est pas une méthode de composition à part entière, elle vient de ce que le caractère en composition est de nature débordante.

### Répétitions d'un même caractère
La répétition d'un caractère est assez fréquente. Elle traduit généralement un lien sémantique direct avec le caractère répété, en ajoutant simplement l'idée de nombre ou d'intensité.
众 刕 劦 厽 品 壵 孨 惢 晶 森 毳 淼 灥 焱 猋 畾
La duplication d'un caractère est majoritairement horizontale comme dans 吅 (une quarantaine de cas), mais on trouve des duplications verticales, comme dans 吕. Le caractère est parfois un peu décalé, comme dans 多 ou 从, si sa forme est asymétrique. Des clefs comme 118 : 竹 (bambou), 124 : 羽 (plume), 140 : 艸 = 艹 (herbe), 144 : 行 (marcher), sont elles-mêmes des répétitions horizontales.
矗 磊 聶 舙 蟲 譶 赑 轟 鑫 雥 飍 馫 驫 骉 鱻 麤 龘
Le caractère répété trois fois est toujours composé en mettant deux exemplaires à la base et un en haut, comme dans 品. Ces compositions aboutissent parfois à des résultats graphiques surprenants. On peut remarquer que le caractère élémentaire peut présenter des variantes graphiques suivant qu'il est à droite où à gauche, et que ces variations se retrouvent dans la composition. La composition d'une clef et du caractère formé par la répétition verticale de cette même clef conduit aussi à trois exemplaires, mais cette forme (très rare) est clairement une construction en deux étapes.
叕 茻 朤 燚 㗊
Les répétitions de quatre caractères se rencontrent plus rarement (cinq cas dans les caractères unicode). La composition est toujours symétrique, comme dans 叕.

### Caractères englobants
問 同 因 行 衍 衒 術 街 衙 衢 器 嚚 衣 哀
Dans les juxtapositions plus complexes, un exemple courant est l'enceinte 囗 qui entoure le jade 玉 pour signifier le pays 国, caractère que l'on trouve sur tous les objets fabriqués en Chine =中国, c’est-à-dire le pays 国 du milieu 中; ...). Tous les composés de l'enceinte (clef n° 31) sont construits sur cette même logique 回.
Le caractère "englobant" n'entoure pas nécessairement complètement le caractère intérieur. Ainsi, la clef n° 169 : 門 (porte, 门 en version simplifiée) reste ouverte vers le bas. De même pour les clefs n°13 : 冂 (entourage), n°16 : 几 (siège), n° 22 : 匚 (caisse) et 23 : 匸 (armoire). On pourrait également analyser ces clefs comme une superposition verticale ou latérale, de type 吕, dans laquelle les deux traits latéraux sont prolongés jusqu'au bas (ou à droite, pour les armoires et caisses).
Caractères déformés par la composition
 攸 翛 㫃 旃 斻
Certains caractères composés forment eux-mêmes des composés en ne modifiant qu'une moitié de leur composition, ce qui donne une fausse idée de l'articulation étymologique et rend parfois le caractère difficile à trouver dans un dictionnaire. Ainsi, le caractère 翛 ne s'analyse pas comme une simple juxtaposition horizontale (les deux moitiés n'existent pas comme caractères indépendants) mais est la combinaison de 攸 et de 羽, ce dernier composant étant la clef de classement. De même, les composés de 㫃 placent l'élément supplémentaire sous l'élément 𠂉 (mais ils sont classés avec 方).
Caractères désarticulés par la composition
Les éléments de caractère peuvent être imbriqués de manière plus complexe. Ainsi, le mortier 臼 (clef n° 134) s'ouvre pour englober une voiture 车 dans 舆. Noter surtout le caractère 衣, dont les composés désarticulent le chapeau supérieur du graphisme inférieur, ce qui fait croire à un composé de 亠.
De même, les composés de la clef n° 144 : 行 (marcher) sont encadrés de part et d'autre par une moitié de la clef. À vrai dire, ce caractère est la répétition de la clef n° 60 : 彳 (marcher), et de ce point de vue, les composés de 行 correspondent aussi à une composition en triptyque. D'autre part, dans certains composés du caractère 二 (deux), où le reste du caractère est tracé à l'intérieur (comme dans 互), on peut hésiter entre une composition englobante, ou une désarticulation du caractère.
On peut ranger dans cette catégorie les composés encadrés par quatre bouches (口).

### Autres compositions plus rares
Composition en triptyque
辧 疈 掰 衐 奭 嬲 嫐 粥 班
Cette composition consiste à encadrer un caractère par la répétition d'un autre, à droite et à gauche. Noter qu'il y a souvent de légères différences graphiques dans le tracé d'un composant suivant qu'il est placé à droite ou à gauche. Noter également que la clef 行 forme systématiquement ses composés de cette manière, en les encadrant par la répétition de 彳.
Superposition verticale avec un plancher
亭 受 壱 熒 棾
En position intermédiaire dans une composition verticale, la clef n° 14 : 冖 (couvrir) marque simplement un « plancher » séparant le caractère du haut de celui du bas. Cette clef (qui n'est jamais la clef dans cette position intermédiaire) ne se rattache donc ni au caractère du haut ni à celui du bas, mais dénote simplement un type de construction particulier. Plus d'une centaine de caractères se forment sur ce modèle.
Doublement en chef
楚 栞 梵 棼
On trouve également assez fréquemment des compositions verticales, dans lesquelles la partie du haut est un caractère doublé, parfois triplé. Ces caractères peuvent s'analyser comme le résultat d'une construction à deux étapes (répétition, puis superposition). Cependant, leur fréquence relative suggère que le thème de "doublement en chef" est un mode de construction autonome, qui n'implique pas nécessairement l'existence préalable du caractère répété. Cette composition se trouve naturellement avec les clefs répétées que sont la plume, le bambou ou l'herbe, mais également avec d'autres caractères simples.

## Des caractères (très...) complexes

Zhé, « verbeux »

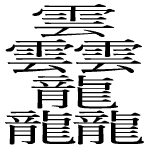
Taito, « comme un dragon volant » en japonais

Des caractères très complexes ont été créés, mais dont l'usage est très limité. Bellassen (1989) indique que le sinogramme le plus complexe est zhé (figure de gauche), qui comprend 64 traits, tombé en désuétude vers le Ve siècle. Il n'est pas nécessairement très difficile à former, dans la mesure où il ne s'agit que du caractère 龍 (dragon) répété quatre fois. Le plus complexe des caractères Unicode courants est en tout cas 龘, formé de trois dragons, et qui affiche 48 traits.

Une composition de 84 traits existe dans les kokuji japonais (figure de droite), il est composé de trois « nuages » (雲) surmontant trois « dragons » 龘, et signifie « ayant l'apparence d'un dragon en vol ».

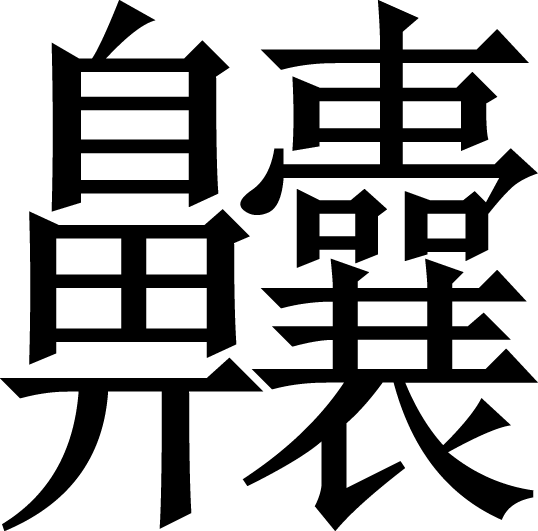
Nàng, « énonciation nasillarde défectueuse »

Biáng

Le caractère le plus complexe que l'on peut trouver dans les dictionnaires chinois modernes est 齉 nàng (figure de gauche), qui signifie « énonciation défectueuse parce que nasillarde », et n'affiche « que » trente-six traits.
Le caractère le plus complexe encore employé est probablement "biáng" (figure de droite), avec 57 traits, qui désigne une sorte de nouilles traditionnelles (nouilles Biáng Biáng) de la province du Shaanxi. Cependant, ce caractère ne se trouve pas dans les dictionnaires. Bien que le résultat soit visuellement complexe, la composition est tout à fait régulière. On reconnaît, en commençant par les couches les plus superficielles :
- À gauche, et se prolongeant en dessous, la clef n°162 : 辵 (marcher vite) sous sa forme simplifiée 辶 (trois ou quatre traits, suivant comment on le dessine).

Le bloc interne qu'il isole est une composition verticale.
- Sous le bloc interne, quatre traits qui forment la clef n° 61 : 心 (cœur)
- Au-dessus de ce même bloc, la clef 116 : 穴 (trou), cinq traits.

Le bloc interne pris entre 穴 et 心 est une composition horizontale.
- À gauche, une clef de quatre traits qui est soit la clef n°74 : 月 (lune), soit plus probablement la clef n° 130 : 肉 (chair), qui dans sa forme simplifiée se trace très souvent comme le caractère ~月.
- À droite, une clef de deux traits, la clef n° 18 : 刀 (couteau), qui en position latérale se trace simplement sous forme de deux traits verticaux : 刂.

Enfin, le bloc interne entre 月 et 刂 est une composition horizontale en triptyque, où un caractère est encadré par deux exemplaires d'un autre.
- Au centre, une autre superposition verticale de la clef n° 149 : 言 (mot), sept traits, et de la clef n° 187 : 馬 (cheval, 马 en caractère simplifié) de neuf traits. Cette combinaison ne figure pas dans les dictionnaires courants.
- De part et d'autre, une superposition verticale de la clef n° 52 : 幺 (petit), de trois traits, et de la clef n° 168 : 長  (long, 长 en version simplifiée) de huit traits. Cette combinaison ne figure pas non plus dans les dictionnaires courants.

Cette composition est assez atypique, dans la mesure où tous ses composants élémentaires sont des clefs. Ceci n'a rien d'obligatoire. D'autre part, aucun des sous-ensembles ne figure dans les dictionnaires courants: la complexité de sa construction ne se justifie pas (du moins de nos jours) par la nécessité de le distinguer (par ajout) d'autres caractères dont il serait le dérivé.